# Île du Diable
Pour les articles homonymes, voir Île du Diable (homonymie).
 (avril 2008).
Si vous disposez d'ouvrages ou d'articles de référence ou si vous connaissez des sites web de qualité traitant du thème abordé ici, merci de compléter l'article en donnant les références utiles à sa vérifiabilité et en les liant à la section « Notes et références ».
L'île du Diable est l'une des trois îles du Salut, baptisées ainsi par Jean-Baptiste Thibault de Chanvalon (ou Chanvallon) en 1763, en Guyane, lorsqu'il y installe des colons survivants des épidémies qui sévissent sur la côte de Kourou. L'île du Diable aurait été baptisée ainsi par les Indiens galibis, qui ont fait de cet îlot rocheux dépourvu de végétation la résidence de l'Iroucan, c'est-à-dire de l'esprit du mal.
Rattachée administrativement à la commune de Cayenne, cette petite île rocheuse, longue de 1 200 mètres et large de 400, aujourd'hui recouverte de végétation tropicale dont de nombreux cocotiers, a servi de bagne pour les prisonniers politiques de France et des détenus de droit commun.  
L'Ile du Diable appartient actuellement au centre spatial guyanais qui en assure la gestion. 

## Histoire

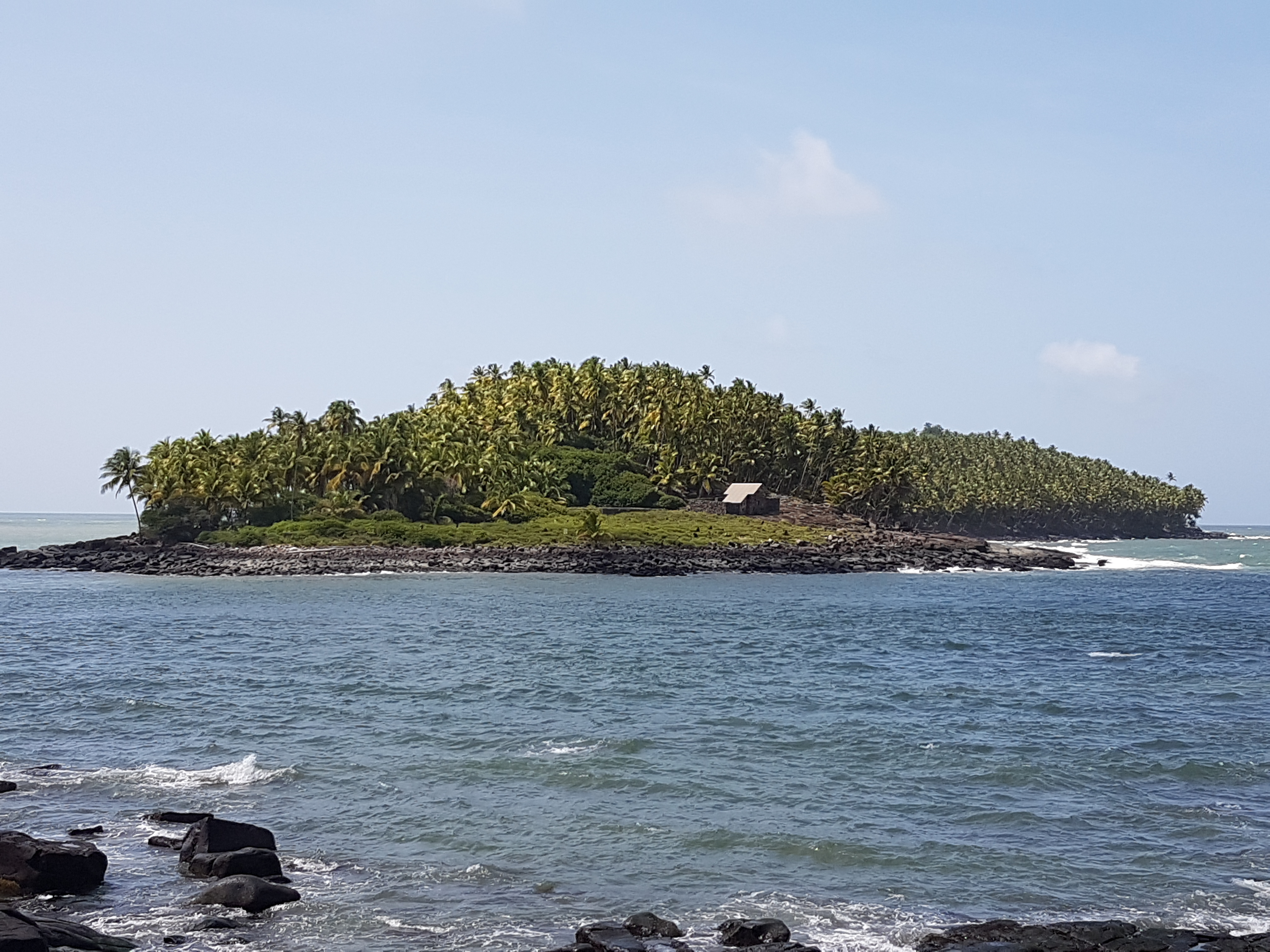
L'île du Diable.

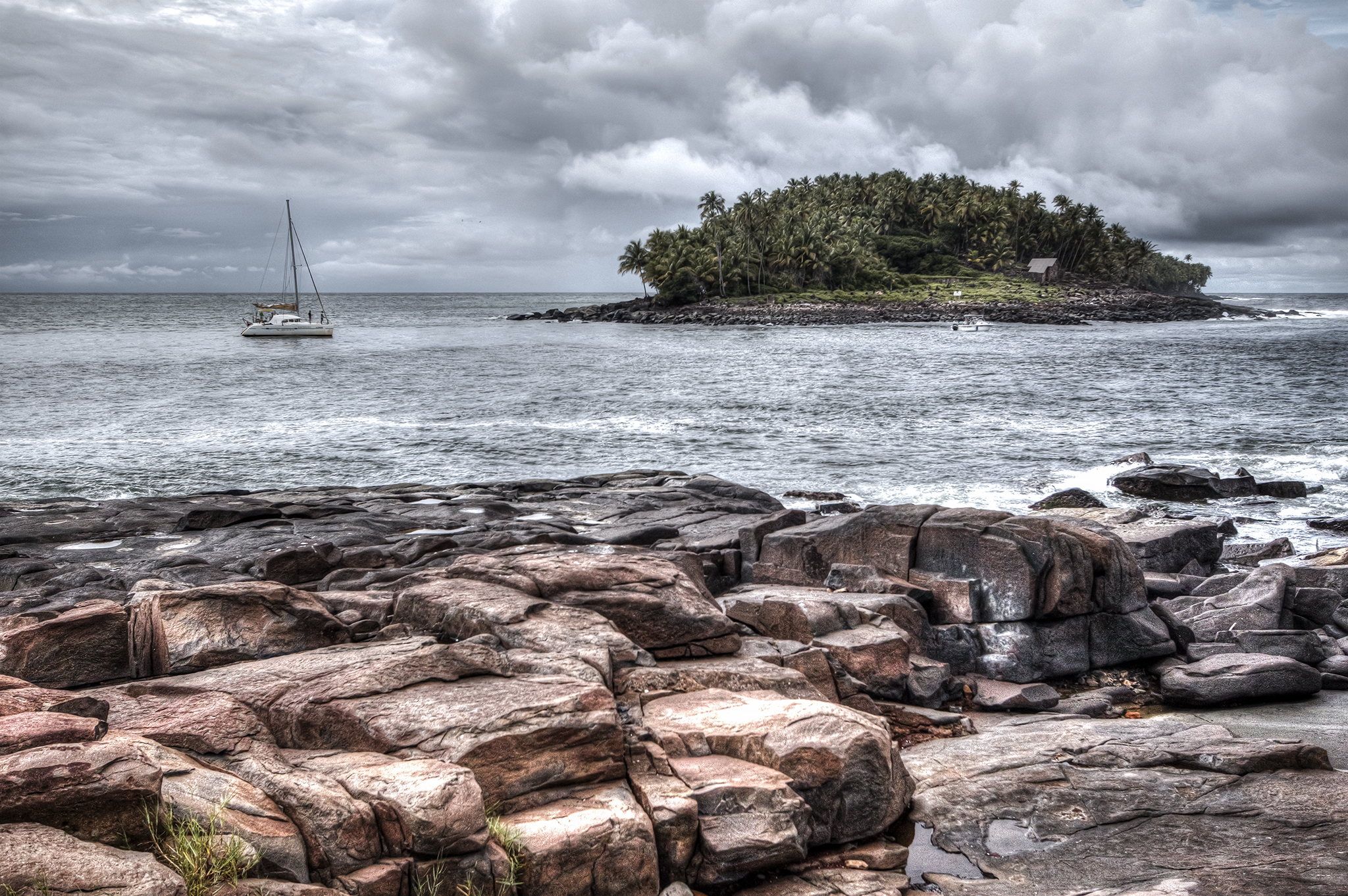
L'île du Diable vue depuis l'île Royale voisine.

Du milieu du dix-neuvième à 1953, la Guyane est une colonie pénale française et L'île du Diable fait alors partie du bagne de la guyane française. Durant toute la durée de son existence, les détenus politiques condamnés au bagne y seront systématiquement envoyés pour y purger leur peine. Bien que très difficiles, les conditions de détention à l’Ile du Diable sont moins dures que dans le reste de la colonie pénale : les détenus y disposent d'une case, reçoivent suffisamment de nourriture et sont astreints à une charge de travail moindre.  
Parmi les premiers occupants déportés sur l'île, figure Charles Delescluze, futur dirigeant de la Commune de Paris et condamné en 1849 pour complot. Petit à petit, l'île se peuple puis se dépeuple, soit parce que les déportés sont amnistiés, soit parce qu'ils s'évadent, soit parce qu'ils y meurent. Sur les 329 condamnés qui séjournent dans l'île depuis 1852, 76 sont morts, 177 sont revenus en France métropolitaine, 58 se sont évadés et 17 se sont installés en Guyane après leur libération.
En 1866, il ne reste plus qu'un seul condamné, Paolo Tibaldi, envoyé en déportation en 1857 pour complot contre l'empereur. L'île sert alors de léproserie pour les forçats infectés par le bacille de Hansen qu'il est nécessaire d'isoler pour éviter les risques de propagation de l'épidémie.
En 1895, la détention d'Alfred Dreyfus lui redonne sa vocation première : être un lieu de déportation politique. Lorsque Dreyfus revient en France métropolitaine pour la révision de son procès, l'administration pénitentiaire s'interroge à nouveau sur la fonction à donner à l'île ; il est prévu d'en faire un sanatorium pour le personnel libre de la colonie, mais l'approche de la Première Guerre mondiale lui redonne son statut de bagne pour déportés. Durant la première guerre mondiale, quelques Suisses sont ainsi envoyés sur l'île du Diable suite à leur condamnation pour espionnage en faveur de l'Allemagne. L'un d'entre eux, Heinrich Bucher, relate en 1935 son expérience de bagnard sur l'île dans l'ouvrage Sechs Jahre war ich auf der Teufelinsel. 
Le bagne est fermé en 1946. La majorité des prisonniers retournent en France métropolitaine, d'autres s'installent en Guyane. 
De nos jours, l'île appartient au centre spatial guyanais et est interdite d'accès au public. La case où a été enfermé Dreyfus a été restaurée à des fins de conservation et est visible depuis l'Ile Royale. 

## Un environnement hostile
Climat, environnement hostile et pathologies adjacentes étaient les plus sûrs alliés de l'administration pénitentiaire et des gouvernements. Les précipitations sont beaucoup plus importantes que sur le continent, et les taux d'humidité approchent les 85 à 95%. Les cultures sont difficiles avec la forte érosion du sol, l'accès aux terres est difficile, les fonds marins sont très profonds déjà aux alentours des îles, et infestés de requins (plus rares de nos jours à cause de la surpêche).
Le climat est de type tropical humide. La petite saison des pluies s'étale de décembre à février. Puis vient le petit été de mars. Ensuite débute la grande saison des pluies, d'avril à juillet. Enfin, la grande saison sèche s'éternise d'août à décembre. Le taux d'humidité descend rarement en dessous de 80 %, sauf aux heures les plus chaudes pendant de la saison sèche. Influencées par l'océan qui entoure les îles, les températures annuelles moyennes sont de 25°C pour les minimales et de 30°C pour les maximales.
Voici un extrait du journal de Dreyfus au moment de la saison sèche :

« La chaleur y est telle qu'entre 10 h du matin et 15 h de l'après-midi, il est impossible de sortir. »

Le silence règne partout dans l'île (« silence de tombe », dit Dreyfus) hormis le seul bruit répétitif et lancinant du choc des vagues qui déferlent sur les rochers et le bruit du vent.
Voici encore quelques extraits du journal de Dreyfus qui dit percevoir ce climat comme « débilitant ».
Lundi 22 avril 1895 : « Tout moisit ici par suite de ce mélange de l'humidité et de chaleur ; ce ne sont que pluies torrentielles et courtes suivies d'une chaleur torride. »
Mardi 7 mai 1895 : « Depuis hier, des pluies torrentielles ; dans les intervalles, chaleur chaude et accablante. »
Mardi 16 juillet 1895 : « Les chaleurs deviennent terribles. La partie de l'île qui m'est réservée est complètement découverte ; les cocotiers ne s'étendent que dans l'autre partie. »
Dimanche 6 octobre 1895 : « Chaleur terrible. Les heures sont de plomb. »

### Faune
Alfred Dreyfus y décrit une pullulation d'animaux dans sa case :

« Les animaux pullulaient dans ma case ; les moustiques, au moment de la saison des pluies, les fourmis en toute saison, en nombre si considérable que j'avais du isoler ma table, en plaçant les pieds dans de vieilles boites de conserves, remplies de pétrole. L'eau avait été insuffisante, car les fourmis formaient chaîne à la surface, et dès que la chaîne était complète, les fourmis traversaient comme sur un pont. La bête la plus malfaisante était l'araignée-crabe ; sa morsure est venimeuse. L'araignée-crabe est un animal dont le corps a l'aspect de celui du crabe, les pattes la longueur de celle de l'araignée. L'ensemble est de la grosseur d'une main d'homme. J'en tuais de nombreuses dans ma case où elles pénétraient par l'intervalle entre la toiture et les murs. »

### Pathologies
Fièvres continuelles, embarras gastriques, coups de soleil, coliques sèches sont récurrents, selon le capitaine Dreyfus. Le docteur Rousseau résume ainsi la situation dans son livre de souvenirs :
« Les bagnes de Guyane sont des charniers où, s'alliant à la syphilis et à la tuberculose, tous les parasites tropicaux (paludisme, ankylostomes, ver parasite de l'intestin grêle, amibes de la dysenterie) deviennent les auxiliaires les plus sûrs d'une administration dont le rôle est de regarder fondre les effectifs qui lui sont confiés. Les plus farouches théoriciens de l'élimination peuvent être satisfaits. Les condamnés vivent en moyenne 5 ans en Guyane, pas plus. Toutes ces pathologies sont la conséquence d'une malnutrition sévère, d'un manque d'hygiène évident et les bactéries et virus y trouvent un terrain favorable à leur prolifération. »

## Détenus célèbres

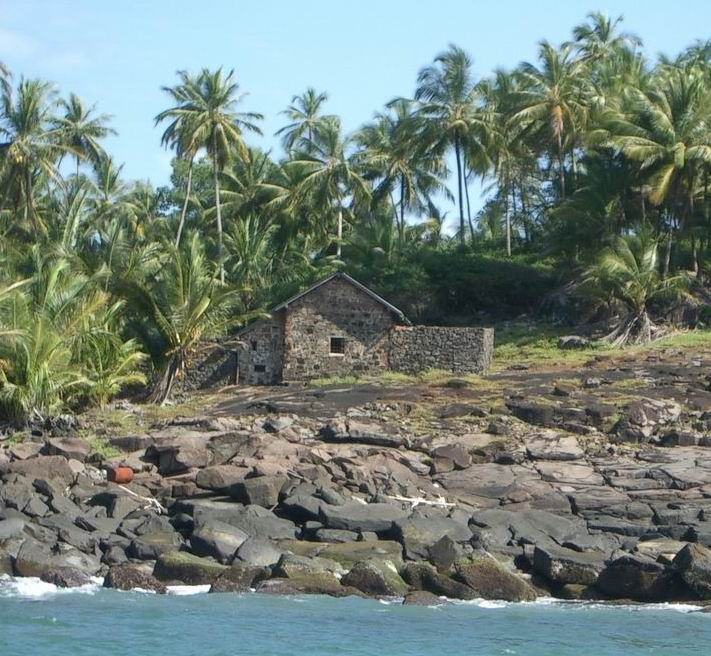
La case d'Alfred Dreyfus sur l'île du Diable.

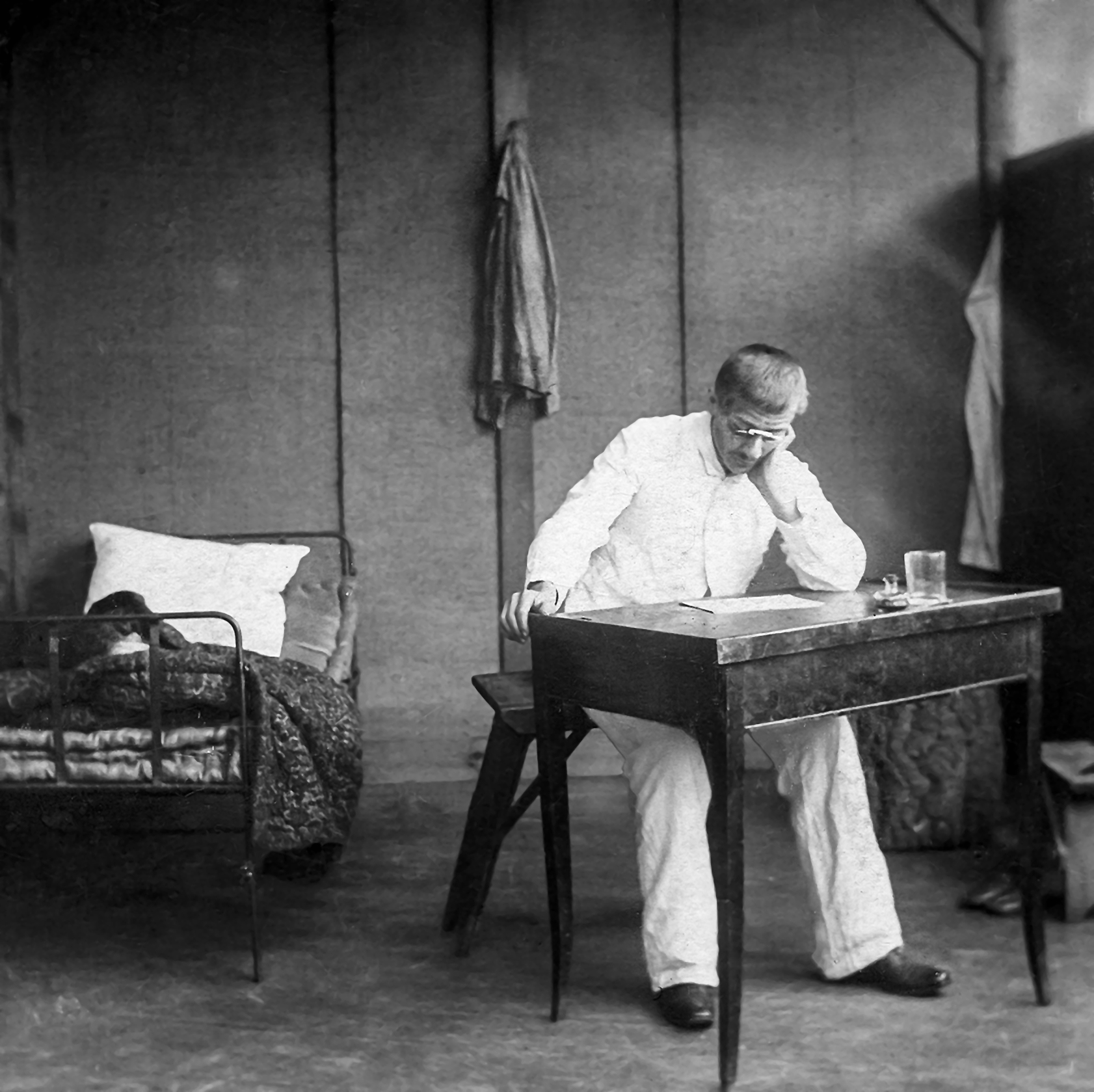
Alfred Dreyfus dans sa maison à l'île du Diable, 1898,
stéréoscopie vendue par F. Hamel, Altona-Hambourg ; collection Fritz Lachmund.

- En avril 1795, Collot d'Herbois et Billaud-Varennes, le premier y meurt de fièvre jaune l'année suivante, le second est gracié après le coup d'État du 18 Brumaire[9].
- En octobre 1855, Casimir Péret, ancien maire de Béziers condamné au bagne pour s’être opposé au coup d'État du 2 décembre 1851, sera déclaré noyé après une tentative d'évasion.
- En octobre 1858, le futur communard Charles Delescluze y est transféré. Il bénéficiera de l'amnistie à la fin 1860 et regagnera alors Paris, où il publiera un livre de souvenirs consacré à sa détention en Guyane.
- L'anarchiste Clément Duval, membre du mouvement « La Panthère des Batignolles », y est déporté en 1887. Après plusieurs tentatives, il réussira à s'évader le 14 avril 1901 et finira sa vie à New York.
- Jean-Charles-Alphonse Avinain, reconnu coupable de ses six condamnations, est libéré en 1867, juste avant de commettre une série de meurtres épouvantables.
- L'île fait parler d'elle lorsqu'Alfred Dreyfus y est détenu d'avril 1895 à juin 1899. Sa case fut entourée de palissades à la suite de rumeurs d'évasion.
- En 1908, l'officier de marine Benjamin Ullmo, accusé de trahison, occupe la même case. Classée monument historique, elle a été restaurée à l'aide de financements du CNES.
- Jean De Boë, militant libertaire et anarcho-syndicaliste.
- Alfons Paoli Schwartz, espion allemand, y est détenu jusqu'en 1932.
- L'anarchiste Marius Jacob, un des modèles du personnage Arsène Lupin, condamné à perpétuité, y séjourne de 1906 à 1925, en tentant à de multiples reprises de s'évader.
- Henri Charrière, condamné en octobre 1931 aux travaux forcés à perpétuité pour meurtre, décrit son séjour et ses tentatives d'évasion dans son livre Papillon publié en 1969. L'authenticité de son témoignage est mise en doute à la suite des déclarations d'un de ses compagnons de bagne, Charles Brunier, qui affirme que Charrière a retranscrit sa propre histoire. Le récit de Charrière s'inspirerait aussi du livre d'un autre bagnard, René Belbenoit, auteur de cinq tentatives d'évasion. En 1973, Papillon a donné lieu à une adaptation cinématographique avec Steve McQueen et Dustin Hoffman.

### Bande dessinée
- L'Homme qui s'évada (d'après Albert Londres)- Laurent Maffre - Actes Sud BD - Juin 2006 -  (ISBN 978-2-7427-6154-8)